# Šošiće
Šošiće (en serbe cyrillique : Шошиће) est un village de Serbie situé dans la municipalité de Brus, district de Rasina. Au recensement de 2011, il comptait 85 habitants.

## Démographie
| 1948 | 1953 | 1961 | 1971 | 1981 | 1991 | 2002 | 2011 |
| ---- | ---- | ---- | ---- | ---- | ---- | ---- | ---- |
| 240  | 262  | 264  | 255  | 199  | 174  | 109  | 85   |

|  |